# 狂野武士
《狂野武士》（英語：A Knight's Tale）是一部2001年的美國歷險動作片，由拜仁·夏格蘭執導，希斯·萊傑等主演。
電影以中世紀的英格蘭為背景，描述一名青年農民冒充騎士去參加马上长矛比武的經歷，過程中他遇上不少歷史人物，包括黑太子爱德华及乔叟。電影原名更是取自乔叟名著《坎特伯雷故事集》中〈騎士的故事〉（"The Knight's Tale"）之名字。

## 演員
- 希斯·萊傑 飾 威廉·柴契爾（William Thatcher）
- 魯夫斯·史維爾 飾 艾坎瑪伯爵（Count Adhemar）
- 夏儂·索莎蒙 飾 喬絲琳（Jocelyn）
- 貝熱尼絲·貝喬 飾 克莉絲蒂安娜（Christiana）
- 保羅·貝特尼 飾 杰弗里·乔叟
- 蘿拉·佛萊瑟 飾 凱特（Kate）
- 麥克·艾迪 飾 羅蘭（Roland）
- 艾倫·杜迪克 飾 瓦特（Wat）
- 詹姆斯·鮑弗 飾 Sir Thomas Colville（威爾斯親王愛德華）
- Leagh Conwell 飾 年輕的威廉·柴契爾（Young William Thatcher）
- Christopher Cazenove 飾 約翰·柴契爾（John Thatcher）
- 史蒂文·奧唐納 飾 Simon The Summoner
- Nick Brimble 飾 Sir Ector
- 羅傑·阿斯頓-格里菲斯 飾 Old Bishop
- David Schneider 飾 Relic Seller
- Alice Connor 飾 Lone Girl
- Berwick Kaler 飾 Man In Stocks

## 製作
主體拍攝於2000年5月8日開始，於捷克進行製作。

## 參註
1. ↑  Fuson, Brian. . The Hollywood Reporter 362 (49). 2000-05-09: 23-34, 60 （美国英语）.ProQuest 2467950555

## 外部連結
- 互联网电影数据库（IMDb）上《狂野武士》的资料（英文）
- AllMovie上《狂野武士》的资料（英文）
- 爛番茄上《狂野武士》的資料（英文）
- Box Office Mojo上《狂野武士》的資料（英文）